# The Impulse! Albums: Volume One
The Impulse! Albums: Volume One è un box set comprendente i primi cinque album registrati dal musicista jazz John Coltrane per l'etichetta discografica Impulse! Records tra il 1961 e il 1963.

## Descrizione
Il box set si presenta in una scatola quadrata di colore nero, dentro la quale sono presenti i vari CD senza aggiunta di alcuna bonus track.
I CD sono contenuti in una custodia che riproduce in scala nei minimi particolari la stessa custodia dei corrispondenti dischi in vinile.

## Elenco
1. Africa/Brass (1961)
2. "Live" at the Village Vanguard (1961)
3. Coltrane (1962)
4. Duke Ellington & John Coltrane (1963)
5. Ballads (1963)